# Geleitzug QP 13
Der Geleitzug QP 13 war ein alliierter Nordmeergeleitzug, der im Juni 1942 im sowjetischen Archangelsk und Murmansk zusammengestellt wurde und weitestgehend ohne Ladung über Island nach Großbritannien fuhr. Die Deutschen sichteten den Geleitzug, griffen ihn aber nicht an. Auf einem britischen Minenfeld gingen insgesamt sechs Handelsschiffe mit 38.306 BRT und der Minensucher HMS Niger verloren.

## Zusammensetzung und Sicherung

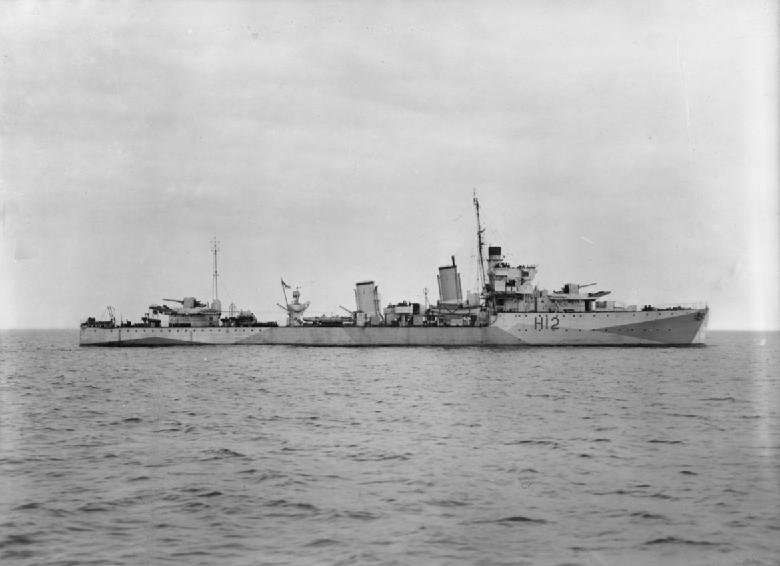
Die HMS Achates war …

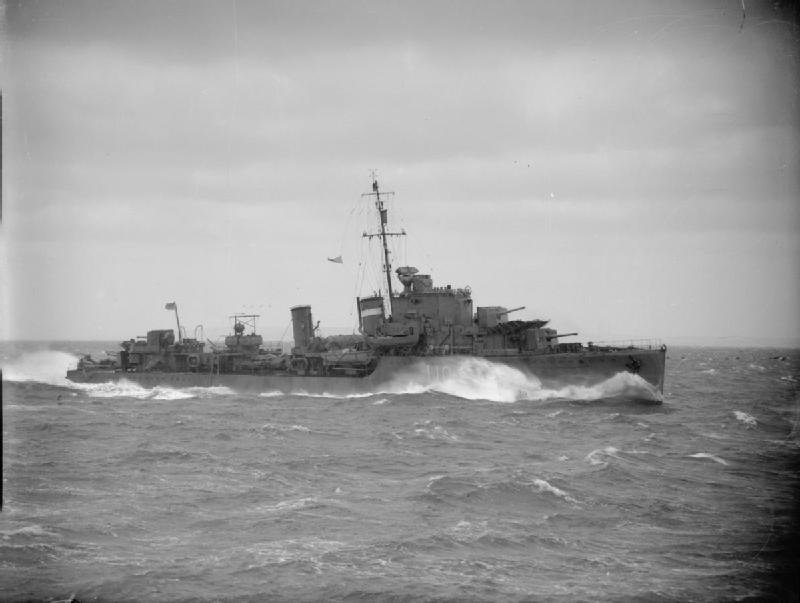
… ebenso wie die HMS Intrepid Teil der Ocean Escort

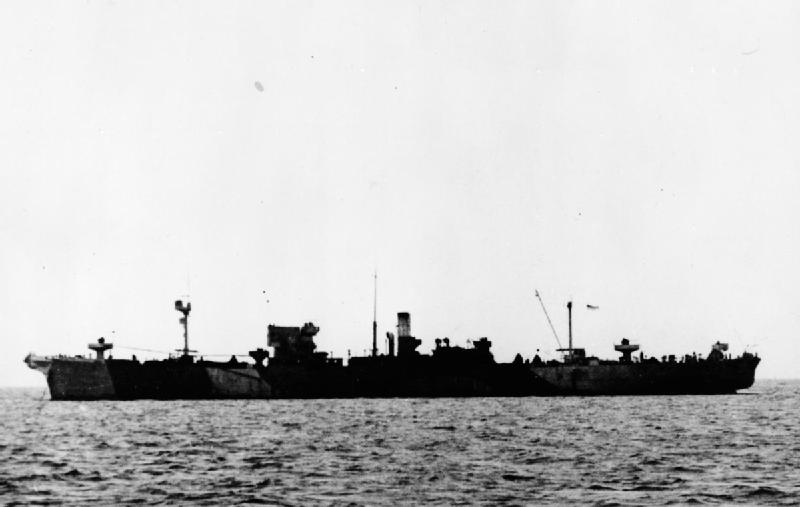
Frachter Empire Baffin

Der Geleitzug QP 13 setzte sich aus zwölf Frachtschiffen zusammen, die am 26. Juni 1942 Archangelsk (Lage) verließen. Am 27. Juni kamen aus Murmansk (Lage) weitere 24 Frachter hinzu. Viele Frachter stammten aus dem Geleitzug PQ 16, der im Mai 1942 Murmansk erreicht hatte. Kommodore des Konvois war Captain N. H. Gale. Bis zum 28. Juni übernahm die Eastern Local Escort mit den sowjetischen Zerstörern Grosny, Gremjaschtschi, Kuibyschew und den britischen Minensuchern HMS Bramble, HMS Hazard, HMS Leda und HMS Seagull den Nahschutz des Konvois.
Ab 26. Juni übernahm zusätzlich die Ocean Escort mit den Zerstörern Inglefield, Intrepid, Achates, Volunteer und Galland (polnisch), den Korvetten Honeysuckle, Hyderabad, Roselys (französisch) und Starwort, den Minensuchern Niger und Hussar, den UJ-Trawlern Lady Madeleine und St Elstan, den U-Booten Trident und Seawolf und dem Flakschiff Alynbank die Sicherung bis Island.
| Name              | Typ      | Flagge                 | Vermessung in BRT | Verbleib                                                                |
| ----------------- | -------- | ---------------------- | ----------------- | ----------------------------------------------------------------------- |
| Alma Ata          | Frachter | Sowjetunion            | 3611              |                                                                         |
| American Press    | Frachter | Vereinigte Staaten     | 5131              |                                                                         |
| American Robin    | Frachter | Vereinigte Staaten     | 5172              |                                                                         |
| Archangelsk       | Frachter | Sowjetunion            | 2480              |                                                                         |
| Atlantic          | Frachter | Vereinigtes Königreich | 5414              |                                                                         |
| Budjonni          | Frachter | Sowjetunion            | 2482              |                                                                         |
| Capira            | Frachter | Panama                 | 5625              |                                                                         |
| Chulmleigh        | Frachter | Vereinigtes Königreich | 5445              |                                                                         |
| City of Omaha     | Frachter | Vereinigte Staaten     | 6124              |                                                                         |
| Empire Baffin     | Frachter | Vereinigtes Königreich | 6978              |                                                                         |
| Empire Mavis      | Frachter | Vereinigtes Königreich | 5704              |                                                                         |
| Empire Meteor     | Frachter | Vereinigtes Königreich | 7457              |                                                                         |
| Empire Selwyn     | Frachter | Vereinigtes Königreich | 7167              |                                                                         |
| Empire Stevenson  | Frachter | Vereinigtes Königreich | 6209              |                                                                         |
| Exterminator      | Frachter | Panama                 | 6115              | am 5. Juli durch britische Minen schwer beschädigt, im Hafen abgewrackt |
| Heffron           | Frachter | Vereinigte Staaten     | 7611              | am 5. Juli durch britische Minen versenkt                               |
| Hegira            | Frachter | Vereinigte Staaten     | 7588              |                                                                         |
| Hybert            | Frachter | Vereinigte Staaten     | 6120              | am 5. Juli durch britische Minen versenkt (Lage)                        |
| John Randolph     | Frachter | Vereinigte Staaten     | 7191              | am 5. Juli durch britische Minen schwer beschädigt, im Hafen abgewrackt |
| Komiles           | Frachter | Sowjetunion            | 3962              |                                                                         |
| Kuibyschew        | Frachter | Sowjetunion            |                   |                                                                         |
| Kusbass           | Frachter | Sowjetunion            | 3109              |                                                                         |
| Lancaster         | Frachter | Vereinigte Staaten     | 7516              |                                                                         |
| Masmar            | Frachter | Vereinigte Staaten     | 5828              | am 5. Juli durch britische Minen versenkt                               |
| Mauna Kea         | Frachter | Vereinigte Staaten     | 6064              |                                                                         |
| Michigan          | Frachter | Vereinigte Staaten     | 6419              |                                                                         |
| Mormacrey         | Frachter | Vereinigte Staaten     | 5946              |                                                                         |
| Mount Evans       | Frachter | Panama                 | 5598              |                                                                         |
| Nemaha            | Frachter | Vereinigte Staaten     | 6501              |                                                                         |
| Petrowski         | Frachter | Sowjetunion            | 3771              |                                                                         |
| Pieter de Hoogh   | Frachter | Niederlande            | 7168              |                                                                         |
| Richard Henry Lee | Frachter | Vereinigte Staaten     | 7191              |                                                                         |
| Rodina            | Frachter | Sowjetunion            | 4441              | am 5. Juli durch britische Minen versenkt                               |
| St Clears         | Frachter | Vereinigtes Königreich | 4312              |                                                                         |
| Stary Bolschewik  | Frachter | Sowjetunion            | 3974              |                                                                         |
| Yaka              | Frachter | Vereinigte Staaten     | 5432              |                                                                         |

## Verlauf
Obwohl die Luftaufklärung den Geleitzug erfasst hatte, setzten die Deutschen keine Flugzeuge, U-Boote oder Kriegsschiffe auf ihn an. Da die Frachter weitestgehend leer oder mit Holzladungen fuhren, erschien der Aufwand wenig lohnend, da zeitgleich der voll beladene Geleitzug PQ 17 in der Gegenrichtung unterwegs war. Am 5. Juli geriet der Konvoi infolge eines Sturmes und starken Nebels in der Dänemark-Straße in ein britisches Minenfeld. Dadurch sanken der Minensucher HMS Niger (Lage) und die Frachter Heffron, Hybert, Massmar und Rodina. Außerdem wurden die John Randolph und die Exterminator so schwer beschädigt, dass sie später im Hafen abgewrackt werden mussten. Mit einem Verlust von sechs Handelsschiffen mit 38.306 BRT lief der Rest des Konvois am 7. Juli in Seyðisfjörður (Lage) ein.